# Kfar ha-Makabi
Kfar ha-Makabi (hebrejsky כְּפַר הַמַּכַּבִּי, doslova „Vesnice Makabi“, v oficiálním přepisu do angličtiny Kefar HaMakkabbi, přepisováno též Kfar HaMaccabi) je vesnice typu kibuc v Izraeli, v Haifském distriktu, v Oblastní radě Zevulun.

## Geografie
Leží v nadmořské výšce 31 metrů v intenzivně zemědělsky využívané Izraelské pobřežní planině, respektive v Zebulunském údolí, nedaleko západních okrajů svahů Dolní Galileji, 8 kilometrů od břehu Středozemního moře v Haifském zálivu.
Obec se nachází na cca 85 kilometrů severoseverovýchodně od centra Tel Avivu a cca 12 kilometrů východně od centra Haify. Kfar ha-Makabi obývají Židé, přičemž osídlení v tomto regionu je etnicky smíšené. Pobřežní nížina a aglomerace Haify jsou převážně židovské. Na východ od kibucu začínají kopcovité oblasti Galileji, které obývají ve vyšší míře izraelští Arabové a Drúzové. Zhruba 5 kilometrů severovýchodně od kibucu leží například arabské město Šfar'am. Kfar ha-Makabi vytváří spolu s vesnicemi Ramat Jochanan a Uša souvislý blok osídlení, který je navíc na jihu napojen na zastavěné území města Kirjat Ata.
Kfar ha-Makabi je na dopravní síť napojen pomocí lokální silnice 7703.

## Dějiny
Kfar ha-Makabi byl založen v roce 1936 v době, kdy vrcholilo budování opevněných osad typu Hradba a věž. Jejími zakladateli byla skupina Židů z Německa a Československa napojená na tělovýchovnou organizaci Makabi, konkrétně na její mládežnickou odbočku ha-Makabi ha-ca'ir. Ti do tehdejší britské mandátní Palestiny dorazili roku 1932, kdy se zde konaly židovské tělocvičné hry makabiáda. Sionistický předák Menachem Usiškin účastníkům makabiády tehdy doporučil, aby se trvale usadili v Palestině, což část cvičenců učinila. V roce 1933 se z nich utvořila osadnická přípravná skupina, která procházela výcvikem ve městě Ra'anana. Roku 1936 se usadili na tomto místě a připojila se k nim další skupina členů ha-Makabi ha-Ca'ir ze sousední obce Kfar Ata (dnes Kirjat Ata). Osadníci se zaměřovali na zemědělství, třebaže velká část z nich měla původně zcela jiné vzdělání.
Během války za nezávislost v roce 1948 byla osada stejně jako sousední Ramat Jochanan napadena drúzskou jednotkou začleněnou do arabské dobrovolnické armády pod vedením Fauzího al-Kaukdžího. Útok se ale podařilo odvrátit. Před rokem 1949 měl Kfar ha-Makabi rozlohu katastrálního území 1 650 dunamů (1,65 kilometru čtverečního).
Místní ekonomika je založena na zemědělství a průmyslu.

## Demografie
Podle údajů z roku 2014 tvořili naprostou většinu obyvatel v Kfar ha-Makabi Židé (včetně statistické kategorie "ostatní", která zahrnuje nearabské obyvatele židovského původu ale bez formální příslušnosti k židovskému náboženství).
Jde o menší sídlo vesnického typu s dlouhodobě stagnující populací. K 31. prosinci 2014 zde žilo 356 lidí. Během roku 2014 populace stoupla o 0,3 %.
| Rok            | 1948 | 1961 | 1972 | 1983 | 1995 | 2001 | 2003 | 2004 | 2005 | 2006 | 2007 | 2008 | 2009 | 2010 | 2011 | 2012 | 2013 | 2014 |
| -------------- | ---- | ---- | ---- | ---- | ---- | ---- | ---- | ---- | ---- | ---- | ---- | ---- | ---- | ---- | ---- | ---- | ---- | ---- |
| Počet obyvatel | 282  | 351  | 322  | 344  | 333  | 283  | 289  | 295  | 296  | 289  | 294  | 293  | 301  | 318  | 335  | 350  | 355  | 356  |